# Zauvijek moja
Zauvijek moja – singiel czarnogórskiego zespołu muzycznego No Name napisany przez Milana Pericia i Slavena Knezovicia oraz wydany jako singiel w 2005 roku.
W lutym 2005 roku utwór został ogłoszony jedną z dwudziestu czterech propozycji zakwalifikowanych do stawki finałowej lokalnych eliminacji eurowizyjnych. 2 marca został zaprezentowany przez zespół w regionalnym finale selekcji Montevizija 2005 i z pierwszego miejsca awansował do ogólnokrajowego finału. Koncert finałowy odbył się 4 marca, numer zdobył w nim łącznie 84 punkty od jurorów, dzięki czemu zajął pierwsze miejsce i został tym samym propozycją reprezentującą Serbię i Czarnogórę w 50. Konkursie Piosenki Eurowizji organizowanym w Kijowie. 
Dzięki zajęciu miejsca w pierwszej dwunastce przez Željko podczas konkursu w 2004 roku, grupa nie musiała brać udziału w półfinale i miała gwarantowane miejsce w finale.21 maja utwór został zaprezentowany przez zespół w finale widowiska i zajął ostatecznie siódme miejsce ze 137 punktami na koncie, w tym m.in. z maksymalnymi notami 12 punktów z Chorwacji, Szwajcarii i Austrii.
Oprócz czarnogórskojęzycznej wersji singla, zespół nagrał piosenkę także w języku serbskim i angielskim („Forever Mine”).

## Lista utworów
CD single
1. „Zauvijek moja” – 3:03